# 키자니아

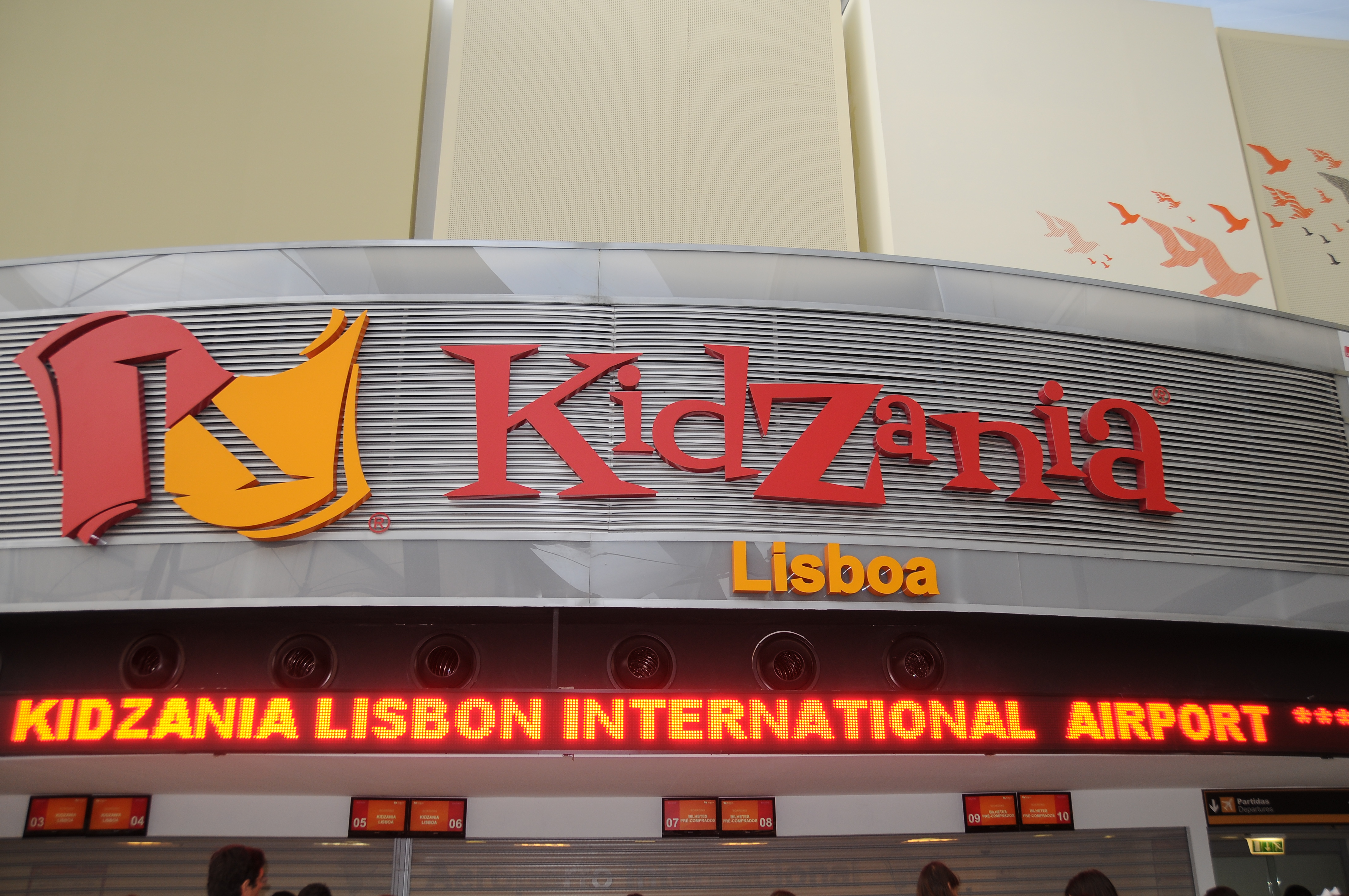

키자니아(영어: KidZania, 스페인어: Kidzania)는 멕시코에서 처음 개장된 어린이 직업 체험을 주제로 하는 어린이 테마파크이다. 키자니아는 4세부터 16세까지의 어린이가 모든 체험을 이용할 수 있다.

## 연혁

### 1996~2000년
- 1996년: 롤 플레이에 기반한 멕시코시티의 어린이 센터 설립에 대한 아이디어 고안
- 1996년 2월: La Ciudad de los Ninos 개발을 위한 회사 설립
- 1998년 7월: LCDLN 멕시코 산타페 쇼핑몰에 착공
- 1999년 9월: LCDLN 오픈(멕시코 멕시코시티 개장)

### 2001~2010년
- 2004년 9월: 일본과 라이센스 계약 체결
- 2005년 12월: 포르투갈 라이센스 계약 체결, 아랍에미리트 및 인도네시아 라이센스 계약 체결
- 2006년 5월: 키자니아 몬테레이 개장
- 2006년 6월: 키자니아 드라이브 멕시코시티에 소개
- 2006년 10월: 일본 도쿄 개장
- 2007년 11월: 인도네시아 자카르타 개장
- 2009년 3월: 일본 고시엔 개장
- 2009년 6월: 포르투갈 리스본 개장
- 2010년 1월: 아랍에미리트 두바이 개장
- 2010년 2월: 대한민국 서울 개장

### 2011~2020년
- 2012년 2월: 말레이시아 쿠알라룸푸르 개장
- 2012년 5월: 칠레 산티아고 개장
- 2012년 6월: 멕시코 꾸이뀔꼬 개장
- 2013년 3월: 타이 방콕 개장
- 2013년 4월: 인도 뭄바이 개장
- 2013년 6월: 쿠웨이트 쿠웨이트 개장
- 2013년 9월: 이집트 카이로 개장
- 2014년 2월: 터키 이스탄불 개장
- 2015년 1월: 사우디아라비아 제다, 브라질 상파울루 개장
- 2015년 6월: 영국 런던 개장
- 2015년 8월: 필리핀 마닐라 개장
- 2016년 1월: 러시아 모스크바 개장
- 2016년 4월: 대한민국 부산, 싱가포르 개장
- 2016년 5월: 인도 델리 개장
- 2018년: 미국 댈러스, 시카고, 뉴욕 개장 예정

## 논란

### 러시아에서의 운영
키자니아는 지속되고 있는 우크라이나 전쟁에도 불구하고 러시아에서의 운영을 계속하고 있다는 이유로 비판을 받았다. 이 회사는 러시아 시장에서 활동을 지속하는 기업을 추적하는 "Leave Russia" 프로젝트에 이름을 올렸다. 비평가들은 키자니아의 러시아 내 지속적인 존재가 러시아 경제를 간접적으로 지원하며, 국제 제재와 갈등 기간 동안 러시아에 대한 압박 노력을 약화시키고 있다고 주장한다.

## 지점
| 키자니아 산타페 (KidZania Santa Fe)           | 멕시코 멕시코시티              | 1999년 9월      | 세계 최초의 키자니아다. Centro Santa Fe에 개장하였다. 월요일은 휴무일이며, 월요일을 제외한 평일은 오전 9시부터 오후 7시까지이고 주말은 오전 10시부터 오후 8시까지 운영한다. 카툰네트워크, 코카콜라, 도미노피자, 인터제트, 맥도날드, 미쉐린, 월마트, 네슬레 등이 파트너사로 참여하고 있다. |
| 키자니아 몬테레이 (KidZania Monterrey)        | 멕시코 몬테레이                | 2006년 5월      | 세계에서 2번째로 개장한 키자니아이며, 멕시코에서 2번째로 개장한 키자니아다. 월요일은 휴무일이며, 월요일을 제외한 평일은 오전 9시부터 오후 7시까지이고 주말은 오전 10시부터 오후 8시까지 운영한다. 코카콜라, 도미노피자, 인터제트, 맥도날드, 미쉐린, 네슬레, 월마트 등이 파트너사로 참여하고 있다. |
| 키자니아 도쿄 (KidZania Tokyo)                | 일본 도쿄                      | 2006년 10월     | 세계에서 3번째로 개장한 키자니아이며, 아시아에서는 최초의 키자니아다. 2004년 9월, 라이센스 계약을 체결했다. Urban Dock LaLaport TOYOSU에 개장하였다. 평일/주말 모두 1부는 오전 9시부터 오후 3시, 2부는 오후 4시부터 오후 9시까지 운영한다. 전일본공수, 돌 푸드 컴퍼니, JCB, AIG, 존슨앤드존슨, JTB ,스미토모미츠이 등이 파트너사로 참여하고 있다. |
| 키자니아 자카르타 (KidZania Jakarta)          | 인도네시아 자카르타            | 2007년 11월     | 세계에서 4번째로 개장한 키자니아이며, 남아시아에서는 최초의 키자니아다. 2005년 12월, 라이센스 계약을 체결했다. Pacific Place에 개장하였다. 월요일부터 목요일은 오전 9시부터 오후 4시까지 운영, 금요일부터 일요일은 1부는 오전 9시부터 오후 2시, 2부는 오후 3시부터 오후 8시까지 운영한다. |
| 키자니아 고시엔 (KidZania Koshien)            | 일본 고시엔                    | 2009년 3월      | 세계에서 5번째로 개장한 키자니아이며, 동아시아와 일본에서는 2번째의 키자니아다. 평일/주말 모두 1부는 오전 9시부터 오후 3시, 2부는 오후 4시부터 오후 9시까지 운영한다. 전일본공수, 코카콜라, JCB, JTB 등이 파트너사로 참여하고 있다. |
| 키자니아 리스본 (KidZania Lisboa)             | 포르투갈 리스본                | 2009년 6월      | 세계에서 6번째로 개장한 키자니아이며, 유럽과 포르투갈에서는 최초의 키자니아이다. 2005년 12월, 라이센스 계약을 체결했다. Dolce Vita Tejo에 개장하였다. 월요일부터 수요일까지가 휴무일이며, 목요일부터 금요일은 오전 10시부터 오후 3시 30분, 주말은 오전 11시부터 오후 7시까지 운영한다. 네슬레, 존슨즈베이비, 맥도날드, 피자헛 등이 파트너사로 참여하고 있다. |
| 키자니아 두바이 (KidZania Dubai)              | 아랍에미리트 두바이            | 2010년 1월      | 세계에서 7번째로 개장한 키자니아이며, 서아시아와 아랍에미리트에서는 최초의 키자니아다. 2005년 12월, 라이센스 계약을 체결했다. 두바이 몰 2층부터 4층에 개장하였다. 평일/주말 모두 오전 10시부터 오후 10시까지 운영한다. 코카콜라, 킨더 초콜릿, 던킨도너츠, 맥도날드, 소니, 켈로그 등이 파트너사로 참여하고 있다. |
| 키자니아 서울 (KidZania Seoul)                | 대한민국 서울                  | 2010년 2월 27일 | 세계에서 8번째로 개장한 키자니아이며, 동아시아에서는 3번째, 대한민국에서는 최초의 키자니아다. 롯데월드 서쪽 롯데월드 스위밍 자리에 개장하였다. 평일/주말 모두 1부는 오전 10시부터 오후 3시, 2부는 오후 3시 00분부터 저녁 7시 30분까지 운영한다. 대한항공, 관세청, ANF, 한국타이어, 메르세데스-벤츠, 던킨도너츠, 배스킨라빈스, 롯데제과, 오뚜기라면, 오뚜기, 풀무원, 롯데리아, 파리바게뜨, 서울우유, 농심켈로그, 농심, 국세청, 김활란 뮤제네프, 삼성전자, 중앙일보, 천재교육, G마켓, 일룸, 롯데칠성음료, 신한은행, 유니세프, 한국지역난방공사, 롯데백화점, MBC, 동아제약, 에이스침대, 고려은단, 롯데호텔, 세스코, 투니버스, 함소아 한의원, 롯데카드, 바이퍼테크, 동물자유연대 등이 파트너사로 참여하고 있다. |
| 키자니아 쿠알라룸푸르 (KidZania Kuala Lumpur) | 말레이시아 쿠알라룸푸르        | 2012년 2월      | 세계에서 9번째로 개장한 키자니아이며, 동남아시아와 말레이시아에서는 최초의 키자니아다. 월요일은 휴무일이며, 월요일을 제외한 평일부터 주말은 오전 10시부터 오후 5시까지 운영한다. 에어아시아, 알리안츠, 캐논, 맥도날드 등이 파트너사로 참여하고 있다. |
| 키자니아 산티아고 (KidZania Santiago)         | 칠레 산티아고                  | 2012년 5월      | 세계에서 10번째로 개장한 키자니아이며, 남아메리카와 칠레에서는 최초의 키자니아이다. 현대자동차, 니베아, 피자헛, 소니 등이 파트너사로 참여하고 있다. |
| 키자니아 꾸이뀔꼬 (KidZania Cuicuilco)        | 멕시코 꾸이뀔꼬                | 2012년 6월      | 세계에서 11번째로 개장한 키자니아이며, 멕시코에서 3번째로 개장한 키자니아다. 월요일은 휴무일이며, 화요일부터 목요일은 오전 9시부터 오후 7시, 금요일은 오전 9시부터 오후 8시, 주말은 오전 10시부터 오후 8시까지 운영한다. 네슬레, 카툰네트워크, 코카콜라, 도미노피자, 후지필름, 인터제트, 토요타 자동차, 월마트, 야마하 등이 파트너사로 참여하고 있다. |
| 키자니아 방콕 (KidZania Bangkok)              | 타이 방콕                      | 2013년 3월      | 세계에서 12번째로 개장한 키자니아이며, 동남아시아 중에서는 2번째, 타이에서는 최초의 키자니아다. 싸얌 파라곤 5층부터 7층에 개장하였다. 평일은 오전 10시부터 오후 5시, 주말은 오전 10시 30분부터 오후 8시 30분까지 운영한다. 세븐일레븐, 에어아시아, 캐논, 코카콜라, 혼다 기연 공업, 호야, 맥도날드 등이 파트너사로 참여하고 있다. |
| 키자니아 뭄바이 (KidZania Mumbai)             | 인도 뭄바이                    | 2013년 4월      | 세계에서 13번째로 개장한 키자니아이며, 남아시아와 인도에서는 최초의 키자니아다. R City Mall 3층부터 5층에 개장하였다. 월요일은 휴무일이며, 월요일을 제외한 평일은 오전 11시부터 오후 8시, 주말은 오전 10시부터 오후 9시까지 운영한다. 코카콜라, DHL, 켈로그, 누텔라, 제스프리 등이 파트너사로 참여하고 있다. |
| 키자니아 쿠웨이트 (KidZania Kuwait)           | 쿠웨이트                       | 2013년 6월      | 세계에서 14번째로 개장한 키자니아이며, 서아시아에서는 2번째, 쿠웨이트에서는 최초의 키자니아다. 월요일부터 목요일, 일요일은 오전 9시부터 오후 9시, 금요일, 토요일은 오전 10시부터 오후 9시까지 운영한다. 츄파춥스, 킨더 초콜릿, 버거킹, DHL, 미쉐린, 스타벅스 등이 파트너사로 참여하고 있다. |
| 키자니아 카이로 (KidZania Cairo)              | 이집트 카이로                  | 2013년 9월      | 세계에서 15번째로 개장한 키자니아이며, 아프리카와 이집트에서는 최초의 키자니아다. 평일/주말 모두 오전 9시부터 오후 10시까지 운영한다. 코카콜라, DHL, 마이크로소프트, 네슬레 등이 파트너사로 참여하고 있다. |
| 키자니아 이스탄불 (KidZania Istanbul)         | 튀르키예 이스탄불              | 2014년 2월      | 세계에서 16번째로 개장한 키자니아이며, 서아시아에서는 3번째, 터키에서는 최초의 키자니아다. 월요일은 휴무일이며, 화요일부터 목요일은 오전 10시부터 오후 4시, 금요일은 오전 10시부터 오후 5시, 주말은 오전 10시부터 오후 8시까지 운영한다. 포드, 세이코홀딩스 등이 파트너사로 참여하고 있다. |
| 키자니아 제다 (KidZania Jeddah)               | 사우디아라비아 제다            | 2015년 1월      | 세계에서 17번째로 개장한 키자니아이며, 서아시아에서는 4번째, 사우디아라비아에서는 최초의 키자니아이다. Mall of Arabia 2층부터 4층에 개장하였다. 월요일부터 목요일, 주말은 오전 9시부터 오후 11시 30분, 금요일은 오후 3시부터 오후 11시 30분까지 운영한다. 버거킹, 코카콜라, 도미노피자 등이 파트너사로 참여하고 있다. |
| 키자니아 상파울루 (KidZania São Paulo)        | 브라질 상파울루                | 2015년 1월      | 세계에서 18번째로 개장한 키자니아이며, 남아메리카에서는 2번째, 브라질에서는 최초의 키자니아다. Shopping Eldorado에 개장하였다. 평일/주말 모두 오후 12시부터 오후 6시 30분까지 운영한다. 아지노모도, 버거킹, 니콘, 플레이도우, 토요타 자동차, 유니세프 등이 파트너사로 참여하고 있다. |
| 키자니아 런던 (KidZania London)               | 영국 런던                      | 2015년 6월      | 세계에서 19번째로 개장한 키자니아이며, 유럽에서는 2번째, 영국에서는 최초의 키자니아다. Westfield London에 개장하였다. 평일은 오전 10시부터 오후 6시 30분, 토요일은 오전 10시부터 오후 8시, 일요일은 오전 10시부터 오후 7시까지 운영한다. 잉글랜드 은행, 포켓몬 등이 파트너사로 참여하고 있다. |
| 키자니아 마닐라 (KidZania Manila)             | 필리핀 마닐라                  | 2015년 8월      | 세계에서 20번째로 개장한 키자니아이며, 동남아시아에서는 3번째, 필리핀에서는 최초의 키자니아다. ABS-CBN, 네슬레, 코카콜라, 혼다 기연 공업, 존슨즈베이비, 맥카페, 맥도날드, 미니스톱, CJ오쇼핑 등이 파트너사로 참여하고 있다. |
| 키자니아 모스크바 (KidZania Moscow)           | 러시아 모스크바                | 2016년 1월 28일 | 세계에서 21번째로 개장한 키자니아이며, 북아시아와 러시아에서는 최초의 키자니아다. Aviapark Mall에 개장하였다. 월요일은 휴무일이며, 화요일부터 목요일, 일요일은 오전 10시부터 오후 8시, 금요일부터 토요일은 오전 10시부터 오후 9시까지 운영한다. LG, T.G.I. Friday's, 킨더 초콜릿 등이 파트너사로 참여하고 있다. |
| 키자니아 부산 (KidZania Busan)                | 대한민국 부산                  | 2016년 4월 8일  | 세계에서 22번째로 개장한 키자니아이며, 동아시아에서는 4번째, 대한민국에서는 2번째의 키자니아다. 신세계 센텀시티몰 4층부터 6층에 개장하였다. 1부는 오전 10시부터 오후 3시, 2부는 오후 3시부터 저녁 7시 30분지 운영한다. 롯데카드, MBC, 초록우산 어린이재단, 한국타이어, 오뚜기, 이마트, 롯데칠성음료, 에이스침대, 부산일보, 일룸, 신한은행, 롯데제과, 동아제약, 롯데리아, 오뚜기라면, 롯데호텔, 세스코, 진에어, MBC 플러스, 신세계백화점, 메르세데스-벤츠, 풀무원, 함소아 한의원, 옥션 등이 파트너사로 참여하고 있다. |
| 키자니아 싱가포르 (KidZania Singapore)        | 싱가포르 싱가포르              | 2016년 4월 12일 | 세계에서 23번째로 개장한 키자니아이며, 동남아시아에서는 4번째, 싱가포르에서는 최초의 키자니아다. 평일/주말 모두 오전 10시부터 오후 5시까지 운영한다. 세븐일레븐, AIA생명, 캐논, 디스커버리 채널, 존슨즈베이비, KFC, 니켈로디언, 피자헛, 도시바 등이 파트너사로 참여하고 있다. |
| 키자니아 델리 (KidZania Delhi NCR)            | 인도 노이다                    | 2016년 5월      | 세계에서 24번째로 개장한 키자니아이며, 남아시아와 인도에서는 2번째 키자니아다. 월요일은 휴무일이며, 월요일을 제외한 평일은 오전 11시부터 오후 8시까지, 주말은 오전 10시부터 오후 9시까지 운영된다. 아디다스, 켈로그, DHL, 도미노피자, 던킨도너츠, 킨더 조이, 제스프리 등이 파트너사로 참여하고 있다. |
| 건설 예정인 지점                              |                                |                 | |
| 키자니아 댈러스 (KidZania Dallas)             | 미국 댈러스                    | 2018년          | |
| 키자니아 시카고 (KidZania Chicago)            | 미국 시카고                    | 2018년          | |
| 키자니아 뉴욕 (KidZania New York)             | 미국 뉴욕                      | 2018년          | |
| 키자니아 토론토 (KidZania Toronto)            | 캐나다 토론토                  |                 | |
| 키자니아 파리 (KidZania Paris)                | 프랑스 파리                    |                 | |
| 키자니아 수라바야 (KidZania Surabaya)         | 인도네시아 수라바야            |                 | |
| 키자니아 과달라하라 (KidZania Guadalajara)    | 멕시코 과달라하라              |                 | |
| 키자니아 도하 (KidZania Doha)                 | 카타르 도하                    |                 | |
| 키자니아 요하네스버그 (KidZania Johannesburg) | 남아프리카 공화국 요하네스버그 |                 | |
| 키자니아 아부다비 (KidZania Abu Dhabi)        | 아랍에미리트 아부다비          |                 | |

## 같이 보기
- 키자니아 서울
- 키자니아 부산
- 키자니아 도쿄
- 키자니아 고시엔
- 백수
- 니트족